# Іванорівне
Іванорі́вне (каз. Иваноровный) — село у складі Узункольського району Костанайської області Казахстану. Входить до складу Кіровського сільського округу.
Населення — 55 осіб (2021; 148 у 2009, 325 у 1999, 389 у 1989).